# Sparianthis barroana
Sparianthis barroana is een spinnensoort in de taxonomische indeling van de jachtkrabspinnen (Sparassidae).
Het dier behoort tot het geslacht Sparianthis. De wetenschappelijke naam van de soort werd voor het eerst geldig gepubliceerd in 1925 door Ralph Vary Chamberlin.